# Leonardo Leyva
Leonardo Leyva Martinez (L'Avana, 23 marzo 1990) è un pallavolista cubano, schiacciatore degli OK Okman.

## Carriera
La carriera pallavolistica di Leonardo Leyva inizia con la maglia del Ciudad Habana, col quale gioca fino al 2009. Sempre nello stesso anno vince la medaglia d'argento al campionato mondiale Under-21 e debutta nella nazionale cubana maggiore, vincendo l'oro al campionato nordamericano. Dopo aver osservato due stagioni di inattività per uscire regolarmente da Cuba, nella stagione 2011-12 inizia la carriera professionistica nella Liga Superior portoricana coi Cariduros de Fajardo, vincendo lo scudetto e venendo eletto MVP della regular season e delle finali.
Dopo una breve esperienza con i qatarioti dell'Al-Arabi Sports Club, firma un contratto triennale con la squadra russa del Volejbol'nyj klub Fakel, ma viene girato in prestito per la stagione 2012-13 ai Samsung Bluefangs nella V-League sudcoreana, aggiudicandosi lo scudetto e facendo incetta di premi individuali, tra i quali quattro diversi premi di MVP, quello di miglior realizzatore e quello di miglior attaccante; è poi finalista al V.League Top Match, dove, nonostante la sconfitta, realizza il nuovo record di punti in una singola partita, mettendone a referto ben 59, e viene premiato come Most Impressive Player della competizione. Gioca coi Bluefangs anche nella stagione successiva, aggiudicandosi nuovamente lo scudetto, ricevendo ancora una volta diversi riconoscimenti individuali, tra cui quattro primi di MVP.
Dopo qualche mese di inattività, torna in campo per la seconda parte del campionato 2015-16 coi turchi del T.C. Ziraat Bankası Spor Kulübü, mentre nel campionato seguente gioca nuovamente in Asia, questa volta difendendo i colori del Sichuan Nanzi Paiqiu Dui, nella Chinese Volleyball League.
Nella stagione 2018-19, rimane in Cina, passando al Beijing.

## Palmarès

### Club
- Campionato portoricano: 1

2011-12
- Campionato sudcoreano: 2

2012-13, 2013-14

### Nazionale (competizioni minori)
- Campionato mondiale Under-21 2009

### Premi individuali
- 2012 - Liga de Voleibol Superior Masculino: MVP della Regular Season
- 2012 - Liga de Voleibol Superior Masculino: MVP delle finali play-off
- 2012 - Liga de Voleibol Superior Masculino: All-Star Team
- 2013 - V-League: MVP della Regular Season
- 2013 - V-League: MVP delle finali play-off
- 2013 - V-League: MVP 1º round
- 2013 - V-League: MVP 2º round
- 2013 - V-League: Miglior realizzatore
- 2013 - V-League: Miglior attaccante
- 2013 - V.League Top Match: Most Impressive Player
- 2014 - V-League: MVP della Regular Season
- 2014 - V-League: MVP delle finali play-off
- 2014 - V-League: MVP 1º round
- 2014 - V-League: MVP 5º round
- 2014 - V-League: Miglior realizzatore
- 2014 - V-League: Miglior attaccante
- 2022 - V-League: MVP 5º round
- 2022 - V-League: Miglior schiacciatore
- 2023 - V-League: MVP dell'All-Star Game
- 2023 - V-League: MVP 3º round
- 2023 - V-League: Miglior opposto
- 2024 - V-League: MVP della Regular season
- 2024 - V-League: MVP 4º round
- 2024 - V-League: MVP 6º round
- 2024 - V-League: Miglior opposto